# Teuvo Teräväinen
Teuvo Teräväinen (ur. 11 września 1994 w Helsinkach) – fiński hokeista, reprezentant Finlandii.

## Kariera klubowa
- Jokerit U16 (2008-2010)
- Jokerit U18 (2009-2011)
- Jokerit U20 (2010-2012)[1]
  -  Kiekko-Vantaa (2011, 2012)
- Jokerit (2011-2014)
- Chicago Blackhawks (2014-2016)
  -  Rockford IceHogs (2014-2015)
- Carolina Hurricanes (2016-)

Wychowanek klubu Kojootit. Następnie zawodnik klubu Jokerit. Sukcesywnie awansował w juniorskich drużynach klubu. Od 2011 gra w zespole seniorskim w lidze SM-liiga. W maju 2011 w KHL Junior Draft został wybrany przez klub Łokomotiw Jarosław, a rok później w drafcie NHL z 2012 został wybrany przez Chicago Blackhawks (w obu przypadkach wybór w pierwszej rundzie). W lutym 2012 przedłużył umowę z Jokeritem o trzy lata, natomiast w sierpniu 2013 podpisał kontrakt wstępny z Chicago Blackhawks, jednak we wrześniu 2013 został przekazany na dalsze występy w macierzystym klubie z Helsinek. Po zakończeniu sezonu Liiga (2013/2014) dla drużyny Jokeritu (zespół nie awansował do fazy play-off), w drugiej połowie marca 2014 został wezwany do i został zawodnikiem drużyny w sezonie NHL (2013/2014). Ponadto występował równolegle w drużynie farmerskiej w lidze AHL, Rockford IceHogs. Od czerwca 2016 zawodnik Carolina Hurricanes. W czerwcu 2017 przedłużył umowę o dwa lata. W styczniu 2019 prolongował umowę o pięć lat.

## Kariera reprezentacyjna
Został reprezentantem Finlandii. Grał kadrach juniorskich kraju: na mistrzostwach świata do lat 17 w 2011, na mistrzostwach świata do lat 18 edycji 2011 i 2012, do lat 20 edycji 2013, 2014. W barwach seniorskiej kadry Finlandii uczestniczył w turniejach cyklu Euro Hockey Tour, Pucharu Świata 2016, mistrzostw świata edycji 2018.

## Sukcesy
Reprezentacyjne
- Złoty medal mistrzostw świata juniorów do lat 20: 2014

Klubowe
- Brązowy medal mistrzostw Finlandii: 2012 z Jokeritem
- Pierwsze miejsce w sezonie regularnym SM-liiga (2012/2013) z Jokeritem
- Clarence S. Campbell Bowl: 2015 z Chicago Blackhawks
- Puchar Stanleya: 2013 z Chicago Blackhawks

Indywidualne
- SM-liiga (2011/2012):
  - Trofeum Jarmo Wasama - najlepszy debiutant sezonu
- Mistrzostwa Świata Juniorów w Hokeju na Lodzie 2014/Elita:
  - Pierwsze miejsce w klasyfikacji kanadyjskiej turnieju: 15 punktów[8]
  - Pierwsze miejsce w klasyfikacji asystentów turnieju: 13 asyst[9]
  - Pierwsze miejsce w klasyfikacji +/- turnieju: +11[10]
  - Jeden z trzech najlepszych zawodników reprezentacji na turnieju[11]
  - Skład gwiazd turnieju[12]
- Liiga (2013/2014):
  - Trzecie miejsce w klasyfikacji asystentów w sezonie zasadniczym: 35 asyst[13]
  - Skład gwiazd sezonu
- Mistrzostwa Świata w Hokeju na Lodzie 2018/Elita:
  - Czwarte miejsce w klasyfikacji asystentów turnieju: 9 asyst[14]
  - Piąte miejsce w klasyfikacji kanadyjskiej turnieju: 14 punktów[15]
  - Drugie miejsce w klasyfikacji +/- turnieju: +14[16]
  - Jeden z trzech najlepszych zawodników reprezentacji w turnieju[17]